# الجبهة الداخلية للولايات المتحدة خلال الحرب العالمية الأولى
شهدت الجبهة الداخلية للولايات المتحدة خلال الحرب العالمية الأولى تعبئةً منهجية لجميع سكان البلاد واقتصادها لتوفير الجنود والإمدادات الغذائية والذخائر والأموال اللازمة لكسب الحرب. على الرغم من دخول الولايات المتّحدة الحرب في أبريل 1917، أظهرت بريطانيا العظمى وغيرها من الحلفاء ضعفًا في التخطيط، أو حتى الإدراك بالمشاكل التي تطلبت حلها على جبهاتهم الداخلية الخاصة. نتيجةً لذلك، ارتفع مستوى الاضطراب الحاصل في أول 12 شهرًا.
جاءت الحرب في خضمّ الحقبة التقدميّة، في وقتٍ كانت فيه الكفاءة والخبرة ذات أهمية كبيرة. لذلك، أنشأت كل ولاية على حدة بالتوازي مع الحكومة الفيدرالية العديد من الوكالات المؤقتة لجمع الخبرات اللازمة لإعادة توجيه الاقتصاد والمجتمع نحو إنتاج الذخائر والأغذية اللازمة للحرب، وتداول المعتقدات والمثل العليا لتحفيز الشعب.

## الدخول الأمريكي في الحرب
حافظت الولايات المتحدة على التزامها الثابت بالحياد عندما بدأت الحرب العالمية الأولى في أوروبا في عام 1914، وساعدت الولايات المتحدة على إمداد الحلفاء، لكنّها لم تتمكن من شحن أيّ شيء إلى ألمانيا بسبب الحصار البريطاني. أظهر العديد من الأميركيين من أصحاب التأثير السياسي والثقافي تعاطفهم وانحازوا نحو الجانب البريطاني منذ بداية الحرب، وهذا ما جسّده الصناعي صموئيل إنسول، المولود في لندن، والذي ساعد على تجنيد الشباب الأميركيين في القوات البريطانية أو الكندية. من ناحية أخرى، فقد عارض العديد من الأميركيين الأيرلنديين والأميركيين الألمان ولا سيما في الغرب الأوسط، أيّ تدخل أمريكي وكانوا معاديين لبريطانيا. تضمنت الحركة المطالبة بمنح المرأة حق الاقتراع العديد من المتسالمين، وعارضت معظم الكنائس الحرب.
نتجت حالة من الغضب العام، بسبب الجهود الألمانية الرامية إلى استخدام غوّاصاتها («يو بوت») سعيًا منها لفرض حصار على بريطانيا والتي أسفرت عن مصرع المسافرين والبحّارة الأمريكيين، بالإضافة إلى الهجمات على بواخر الرّكاب. لعلّ أبرز الأحداث كان نسف بواخر لوسيتينيا دون سابق إنذار في عام 1915. وعدت ألمانيا بعدم التكرار، لكنّها تراجعت عن موقفها في أوائل عام 1917، إذ آمنت بقدرتها على كسب الحرب عبر استخدام اليو بوت دون قيود في الأعمال الحربية ضد السفن المتّجهة نحو بريطانيا حتى لو جاء الأمر على حساب الدخول الأمريكي. عندما قرأ الأمريكيون نص العرض الألماني للمكسيك، والمعروف باسم برقية زيمرمان، وجدوا عرضًا للمكسيك لخوض الحرب مع ألمانيا، بتمويل ألماني، مع وعدٍ بإعادة الأراضي المفقودة في أريزونا ونيو مكسيكو وتكساس. في 1 أبريل 1917، دعا ويلسون إلى الحرب، مؤكدًا على الواجب الكفاحي الواقع على عاتق الولايات المتحدة من أجل الحفاظ على شرفها وامتلاكها رأيًا حاسمًا في تحديد شكل العالم الجديد ما بعد الحرب. صوّت الكونغرس في 6 أبريل 1917 على إعلان الحرب، وكانت النتائج 82 صوتًا مؤيدًا مقابل 6 معارضين في مجلس الشيوخ، و373 مؤيد مقابل 50 معارض في مجلس النواب.

## حكومة الولايات المتحدة

### الوكالات المؤقتة
أذن الكونغرس للرئيس وودرو ويلسون بإنشاء بيروقراطية مكونة من 500 ألف إلى مليون وظيفة جديدة في خمسة آلاف وكالة فيدرالية جديدة. جذبت دائرة التوظيف التابعة لوزارة العمل العمال من الجنوب والغرب الأوسط للعمل في الصناعات الحربية في الشرق لحل أزمة العمل.

### البروباغندا الحكومية
أُنشأت إدارة ويلسون في أبريل 1917 لجنة الإعلام العامة (CPI)، المعروفة باسم لجنة كريل، للسيطرة على المعلومات حول الحرب وطرح بروباغندا مؤيدة للحرب. أصدرت عبر توظيفها الكتّاب والباحثين الموهوبين كتيّبات وأفلام معادية لألمانيا. نظّمت الآلاف من خطابات «رجال الدقائق الأربعة» في دور السينما والمدارس والكنائس لتعزيز الوطنية والمشاركة في المجهود الحربي.

## التجنيد العسكري

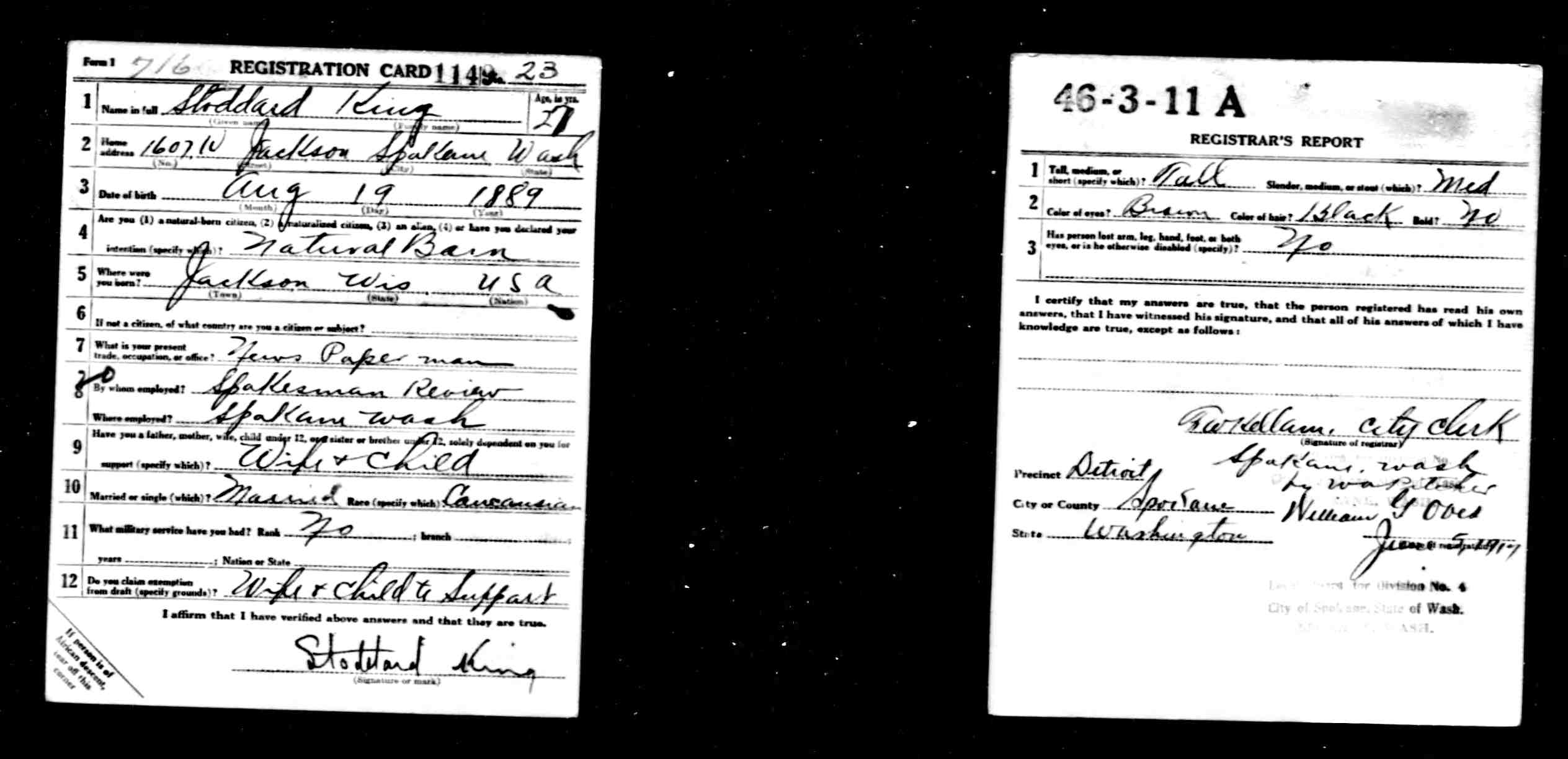
بطاقة تجنيد تعود للحرب العالميّة الأولى.

قرّرت الإدارة في عام 1917 الاعتماد بشكل أساسي على التجنيد الإلزامي، بدلاً من التجنيد الطوعي، بهدف زيادة القوى البشرية العسكرية في الحرب العالمية الأولى. تمّت صياغة قانون الخدمة الانتقائي لعام 1917 بعناية لعلاج العيوب في نظام الحرب الأهلية، ولوضع كل رجل في مكانه المناسب في سياق الجهود الوطنية الحربية –من خلال منح الإعفاءات في حالات الإعالة، والمهن الأساسية، والوساوس الدينية- نصّ القانون على «مسؤولية الخدمة العسكرية لجميع المواطنين الذكور»؛ وشرّع التجنيد الانتقائي لجميع الذين تتراوح أعمارهم بين واحد وعشرين وواحد وثلاثين سنة (في وقت لاحق من ثمانية عشر إلى خمسة وأربعين)؛ وحظر جميع أشكال المكافآت أو البدائل أو شراء الإعفاءات. أوكلت الإدارة للمجالس المحلية المؤلفة من كبار المدنيين في كل مجتمع. أصدرت هذه المجالس دعوات التجنيد بناءً على الأرقام المسحوبة في قرعة وطنية وحددت الإعفاءات. في عامي 1917 و1918 تمّ تسجيل حوالي 24 مليون رجل وتجنيد ما يقرب 3 ملايين في الخدمة العسكرية، مع القليل من المعارضة التي ميّزت الحرب الأهلية.

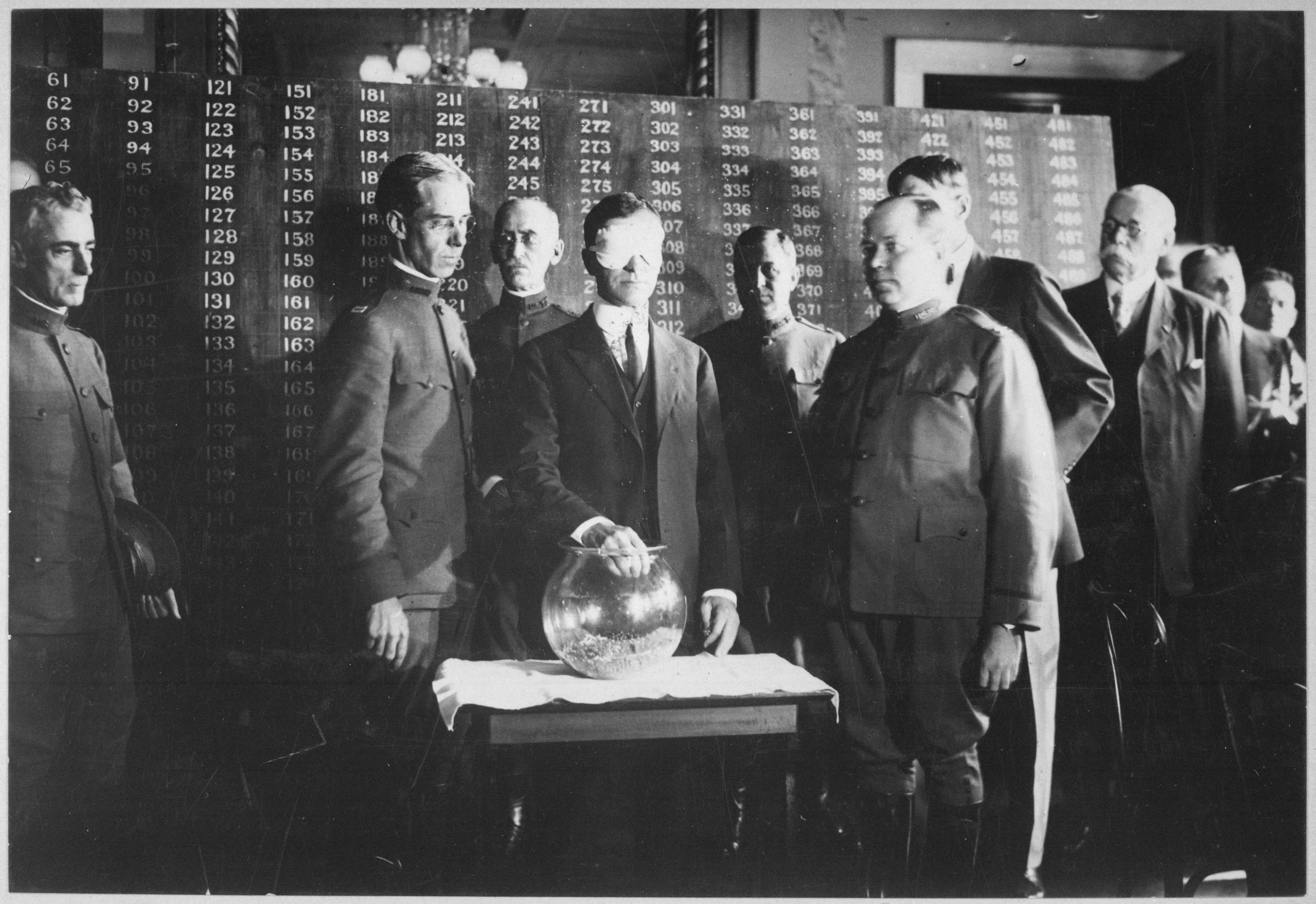
وزير الحربيّة الأمريكيّة نيوتون بيكر يسحب أول رقم تجنيد بتاريخ 20 يوليو عام 1917.

يفيد جوتيريز استنادًا على الاستبيانات المملوءة من قبل مجموعات الدوبوي بعد انتهاء خدمتهم العسكرية، بأنّهم لم يكونوا متهكّمين أو خائبي الأمل. قاتلوا «من أجل الشرف، والرجولة، والرفاق، والمغامرة، ولكن بشكل خاص من أجل الواجب.»

## الحريّات المدنية
سعى كل من قانون التجسس لعام 1917 وقانون الفتنة لعام 1918 إلى فرض عقوبات على الأنشطة المعادية وتوسيع نطاق العقوبات ليشمل التصريحات المشكّكة بدور أمريكا في الحرب. يجرّم قانون الفتنة أيّ تعبير عن الرأي يستخدم «لغة تخوينية أو دنسة أو بذيئة أو مسيئة» حول الولايات المتحدة أو الحكومة أو العَلَم أو القوات المسلحة. قوّضت كل من إجراءات الشرطة الحكومية، وجماعات الدفاع الذاتي الخاصة، وهستيريا الحرب العامة، الحريات المدنية للعديد من الأميركيين الذين لم يوافقوا على سياسات ويلسون.
كانت رابطة الحماية الأمريكية الخاصة، التي عملت مع مكتب التحقيقات الفيدرالي، واحدة من العديد من الجمعيات الوطنية الخاصة التي نشأت لدعم الحرب، وفي الوقت نفسه، رصد المتخاذلين، والجواسيس، والمتهربين من الخدمة العسكرية، والمنظّمات المناهضة للحرب.
اشتكى ماكس إيستمان في خطاب ألقاه في يوليو 1917، من كون الملاحقات القضائية العدوانية للحكومة ضد المعارضة «لا تمكنك حتى من جمع أفكارك دون توقيفك بسبب تجمع غير قانوني.»

## الأفلام السينمائية
أنتجت صناعة الأفلام الحديثة العهد مجموعة واسعة من أفلام البروباغندا. وكان الأكثر نجاحًا بينهم هو (القيصر، وحش برلين)، وهو «إبداع مثير للدهشة» صُمّم لإثارة غضب الجمهور ضد الحاكم الألماني. وتضمنت الكوميديا أعمالًا مثل (موت وجيف في الجبهة). يعدّ عمل تشارلي شابلن بعنوان «أسلحة الكتف» بمثابة النجاح الفني الأعظم حينها، والذي يعتبره الكثيرون معلمًا بارزًا في تاريخ السينما، إذ تابع العمل البطل منذ التحاقه بالجيش، واختراقه للخطوط الألمانية بمحض الصدفة، وعودته في نهاية المطاف بعد القبض على القيصر وولي العهد وظفره بفتاة فرنسية جميلة. وشملت الأنشطة الأخرى الأفلام القصيرة بهدف دعم عملية بيع سندات الحرب أو بهدف الإغاثة الحربية مثل (نجم توم الصغير).